# Energía en España
El sector de la energía en España supone aproximadamente un 2,5 % del PIB del país, pero su importancia va más allá de su participación en la producción total, puesto que es un sector estratégico del que necesitan todas las ramas de la actividad económica, y esta es necesaria para cualquier clase de producción de bienes y servicios. Precisamente uno de los elementos que ha limitado el desarrollo económico de España ha sido la pobreza de recursos energéticos, en concreto la carencia de hidrocarburos líquidos y gaseosos y la mala calidad y carestía del carbón existente. La escasez de recursos ha condenado tradicionalmente al sistema energético nacional a una situación de déficit y dependencia exterior. El grado de autoabastecimiento se sitúa en las dos últimas décadas entre el 21 y el 29 %, siendo en 2019 del 25 %.
La energía primaria consumida es principalmente de origen fósil: petróleo (44,5%), gas natural (24,5%), renovables (14%) y nuclear (12,10%), datos de 2019. En cuanto a la energía producida en el país la principal fuente de energía útil son las renovables, que superan el 12 % de la energía útil consumida total. La diferencia entre la energía primaria y la energía útil es que la útil es la energía aprovechable, sin las pérdidas ocasionadas en los diferentes procesos de transformación, producción y transporte. En la comparación entre la energía nuclear y la renovable, hay que tener en cuenta que mientras la nuclear solo produce electricidad (aunque en mucha mayor cantidad,tiene 2/3 de pérdidas), la categoría renovables incluye también las energías no eléctricas, como la biomasa, biocombustibles, etc.

## Historia

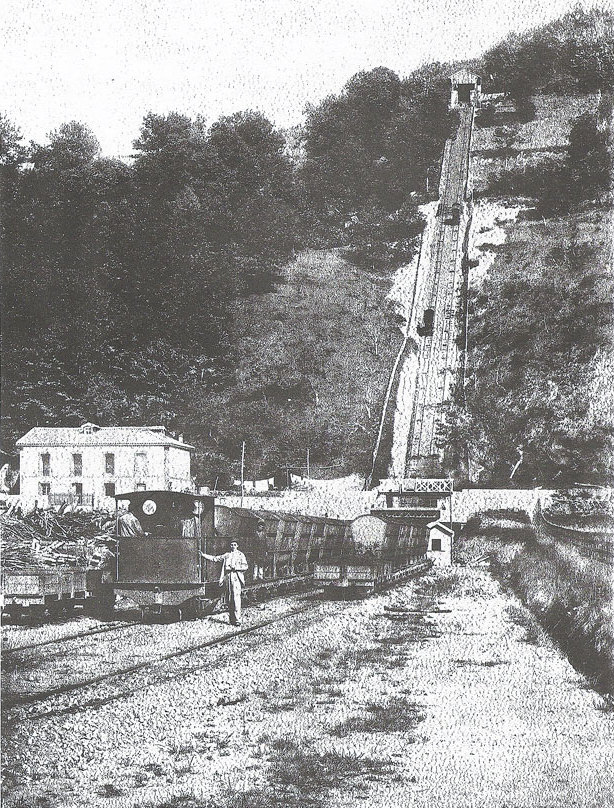
Plano inclinado en la mina de carbón Mariana, Mieres, Principado de Asturias, hacia 1900

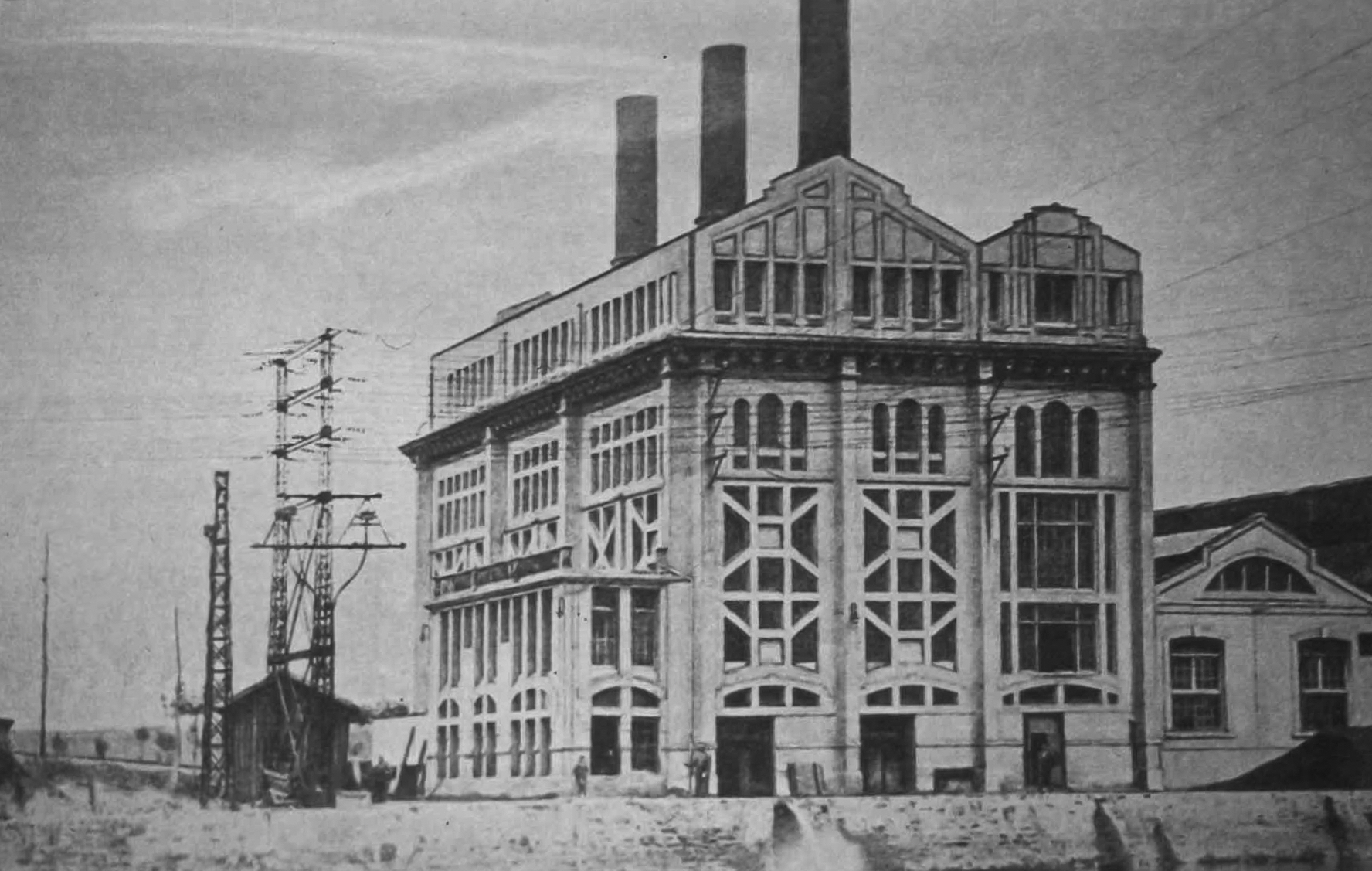
La central térmica de Burceña, en Baracaldo, la primera gran central térmica instalada en el norte de España, que entró en funcionamiento en 1907.

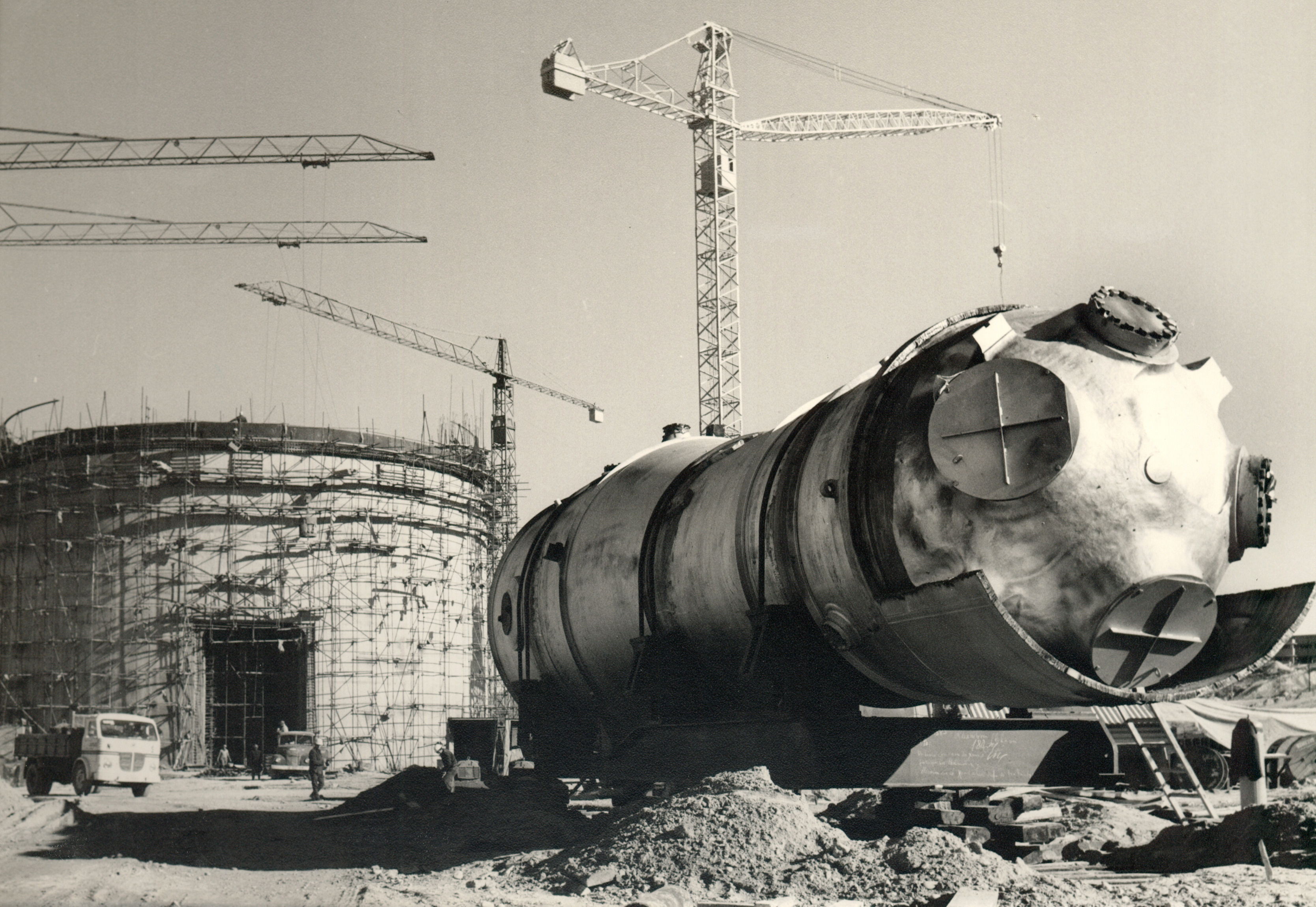
Construcción de la Central nuclear José Cabrera en 1966, que fue la primera central nuclear construida en España. Entró en funcionamiento en 1969.

Históricamente, uno de los elementos que ha limitado el desarrollo económico de España ha sido la pobreza de recursos energéticos, en concreto la carencia de hidrocarburos líquidos y gaseosos y la mala calidad y carestía del carbón existente. La escasez de recursos ha condenado tradicionalmente al sistema energético nacional a una situación de déficit y dependencia exterior.
España comenzó su revolución industrial con retraso respecto del resto de naciones europeas, en la segunda mitad del siglo XIX.
Uno de los primeros retos energéticos consistió en intentar sustituir, mediante recursos propios, el carbón originario de Gran Bretaña que alimentó las locomotoras de la incipiente red de ferrocarriles. Con el impulso asimismo de la marina de guerra, aumentó la producción de carbón asturiano.
Sin embargo, la primera crisis energética grave se produjo a principios de la Primera Guerra Mundial (1914-1918) cuando, debido a esta, las importaciones de carbón se vieron reducidas. Tras la guerra se apostó por el petróleo para reducir la dependencia del carbón inglés, pero debido al monopolio de las grandes empresas petrolíferas, se produjo una nueva crisis. La dictadura de Primo de Rivera promulgó entonces la Ley del Monopolio de Petróleos de 1927, la cual estableció un monopolio estatal sobre el comercio y manipulación del petróleo, creándose la empresa estatal CAMPSA.
Durante el periodo de entreguerras comenzó asimismo el desarrollo de la energía hidroeléctrica con la construcción de las primeras grandes presas. Pero tras la guerra civil española y la victoria de Franco en 1939, España sufrió el bloqueo de los aliados, produciéndose frecuentes apagones y dificultades. En estos años no fue posible construir nuevas centrales hidráulicas o térmicas.
A medida que la economía del país despegaba y España salía de su autarquismo, la producción de energía debió aumentar de nuevo para sostener ese crecimiento: la explotación de los lignitos gallegos y otros carbones nacionales, así como con la construcción de nuevas presas y refinerías de petróleo. Además, España fue un país pionero en el desarrollo de la energía nuclear para obtención de electricidad, inaugurando su primera central en 1969. Sin embargo, en 1973 llegó la primera crisis del petróleo, seguida por la de 1979, que perturbaron gravemente la economía mundial, y también la española.
El ambicioso programa nuclear español se vio frenado en los años 80 tras la toma de conciencia ecologista, ocasionada por el desastre de Chernóbil. La nueva política energética se gira hacia otro recurso energético: el gas natural. Percibido entonces como menos peligroso, se construye entonces un gasoducto que trae el suministro de Argelia, pasando por Marruecos, además de estaciones gasificadoras para recibir a los barcos metaneros (que lo traen en forma licuada). En 1996 se inaugura otro gasoducto directo desde Argelia hasta España por el mar de Alborán.
Más recientemente, en los años 90 y 2000 se acentúa la conciencia de que las fuentes de energía no renovables no son eternas, así como una creciente sensibilidad ambiental, propiciando el fuerte desarrollo de las nuevas energías renovables: eólica principalmente, pero también solar térmica y fotovoltaica, biomasa, etc.

## Producción nacional
La producción nacional de energía en el ejercicio 2015 fue de 33 306 ktep. La descomposición por fuentes de energía primaria y la evolución con respecto al año 2008 se muestra a continuación:
| Fuente de energía                                                               | Producción en 2008 | Producción en 2014 | Producción en 2015 | Tasa de variación |
| ------------------------------------------------------------------------------- | ------------------ | ------------------ | ------------------ | ----------------- |
| Carbón                                                                          | 4374 ktep          | 1628 ktep          | 1202 ktep          | -26,1 %           |
| Petróleo                                                                        | 127 ktep           | 311 ktep           | 236 ktep           | -23,9 %           |
| Gas natural                                                                     | 14 ktep            | 21 ktep            | 54 ktep            | 160,2 %           |
| Nuclear                                                                         | 15 368 ktep        | 14 934 ktep        | 14 927 ktep        | -0 %              |
| Hidráulica                                                                      | 2004 ktep          | 3369 ktep          | 2397 ktep          | -28,97 %          |
| Eólica, solar y geotérmica                                                      |                    | 7599 ktep          | 7476 ktep          | -2 %              |
| Biomasa, biocarburantes y residuos                                              |                    | 6668 ktep          | 7014 ktep          | 5,2 %             |
| Total                                                                           | 30 825 ktep        | 34 529 ktep        | 33 306 ktep        | -3,5 %            |
| Fuente: Ministerio de Industria, Turismo y Comercio (La energía en España 2015) |                    |                    |                    |                   |

### Déficit energético

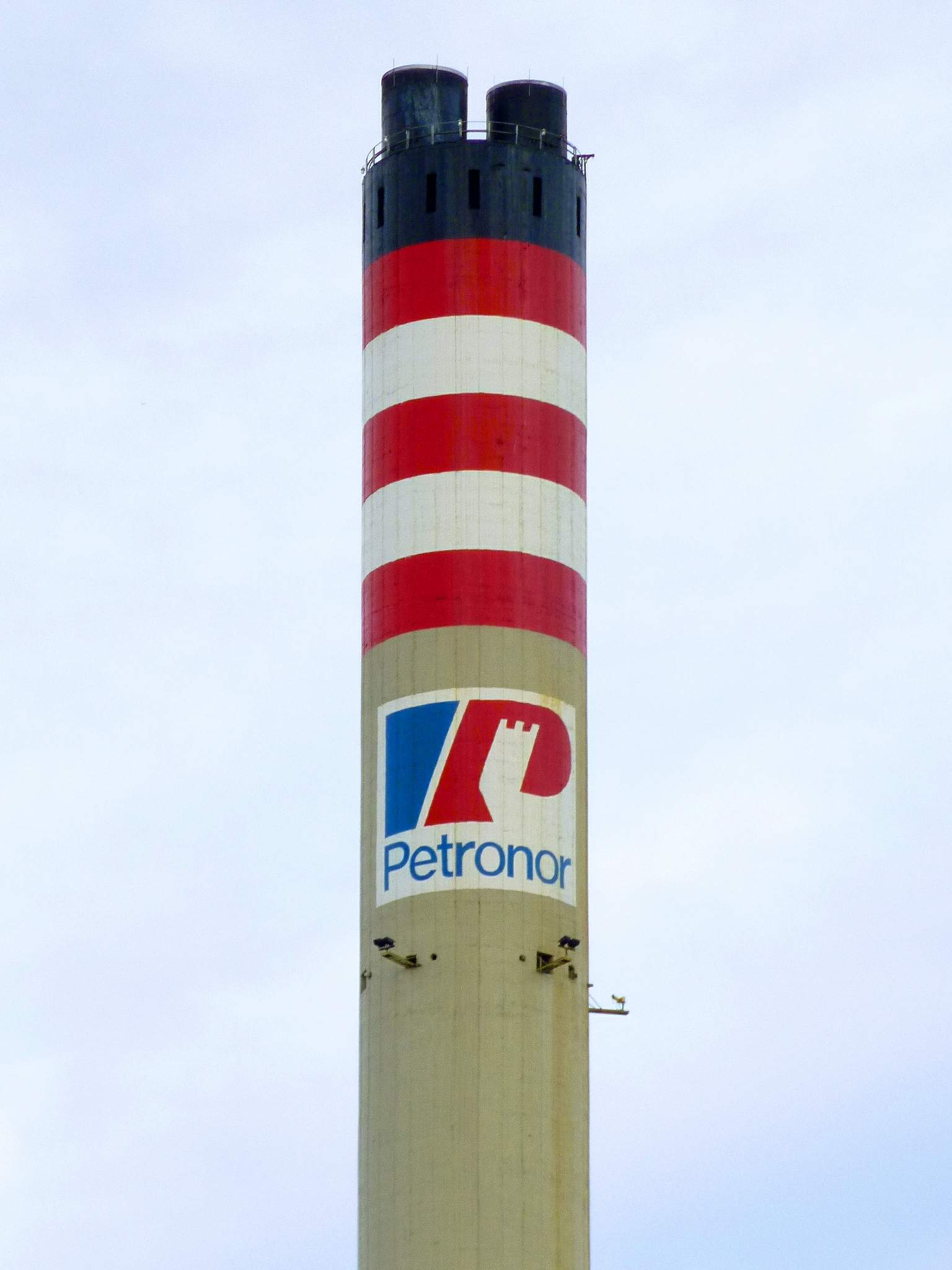
Chimenea de la refinería de Musques, de Petronor, en Vizcaya. Con una capacidad de destilación de 11 millones de toneladas al año, una extensión de 220 ha y una capacidad de almacenamiento de 894 000 m³, es la mayor refinería de España.

La dependencia energética externa de España es mayor que la media de la Unión Europea. El grado de autoabastecimiento de energía primaria (relación entre producción interior y consumo total de energía) ha sido en 2017 del 26 %, lo que supone que el 74 % de la energía primaria consumida es importada.
| Evolución del porcentaje de autoabastecimiento de energía primaria                                  |
| |
| Porcentaje de autoabastecimiento de energía primaria en España (1975–2019), según datos de Statista |

El déficit energético supone un 39,6 % del déficit comercial total del periodo comprendido entre 1995 y 2003.
Las importaciones de productos energéticos en 2003 supusieron 18 190 millones de euros, en forma de crudo (7,61 millones de toneladas) y de gas natural (1,55 millones de toneladas).

### Infraestructuras

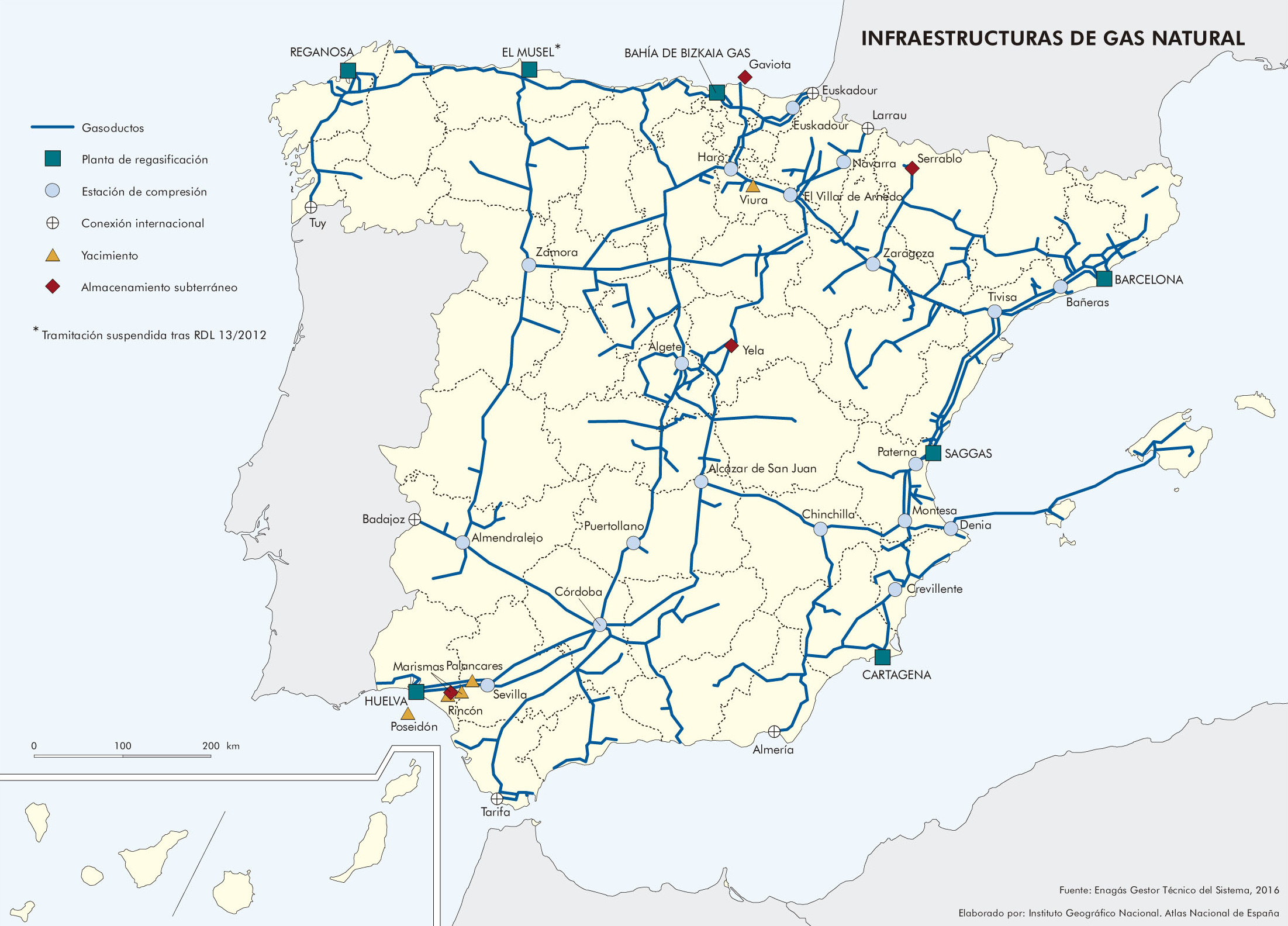
Infraestructuras de gas natural en 2016
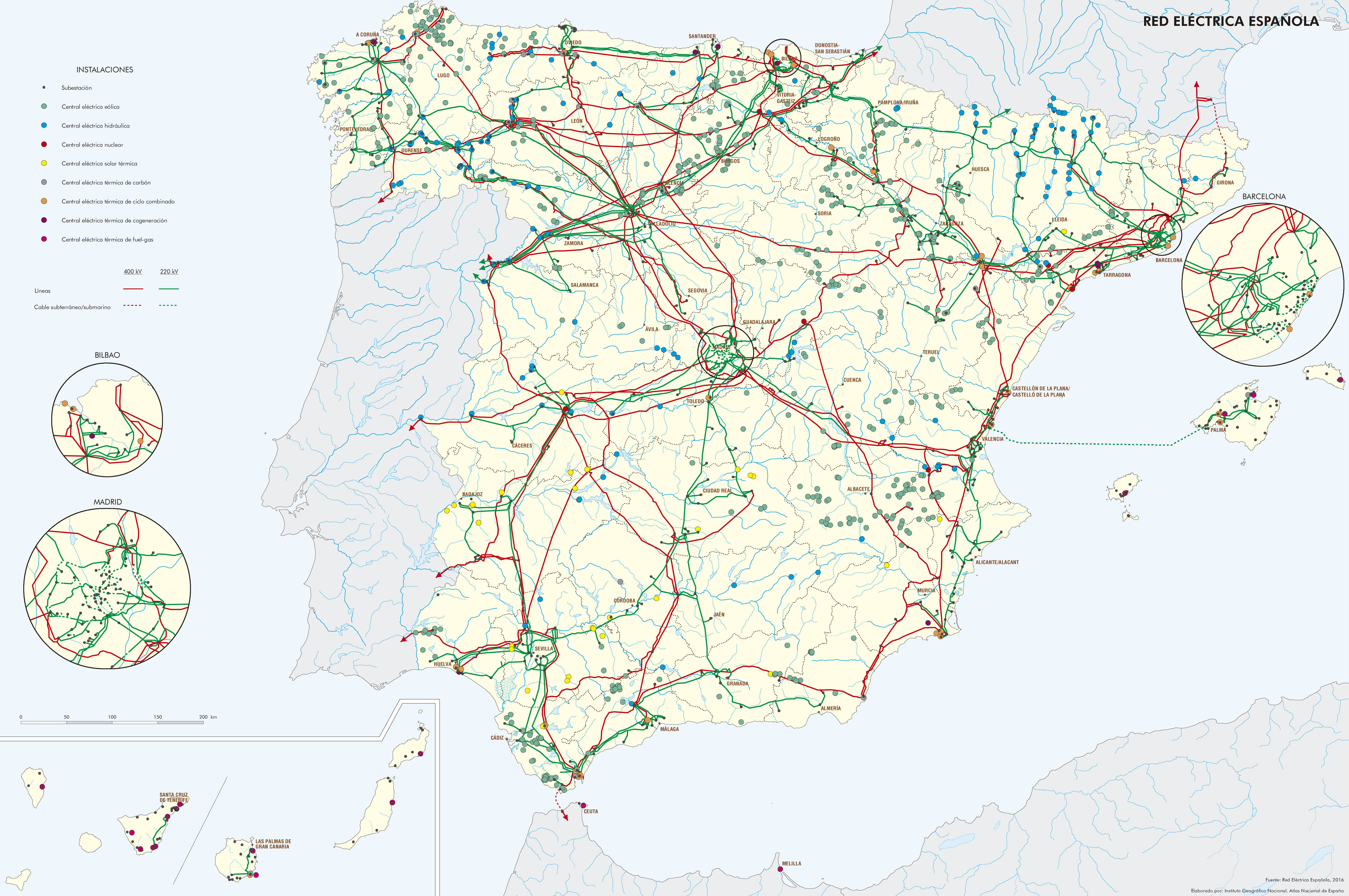
Infraestructura eléctrica en 2016
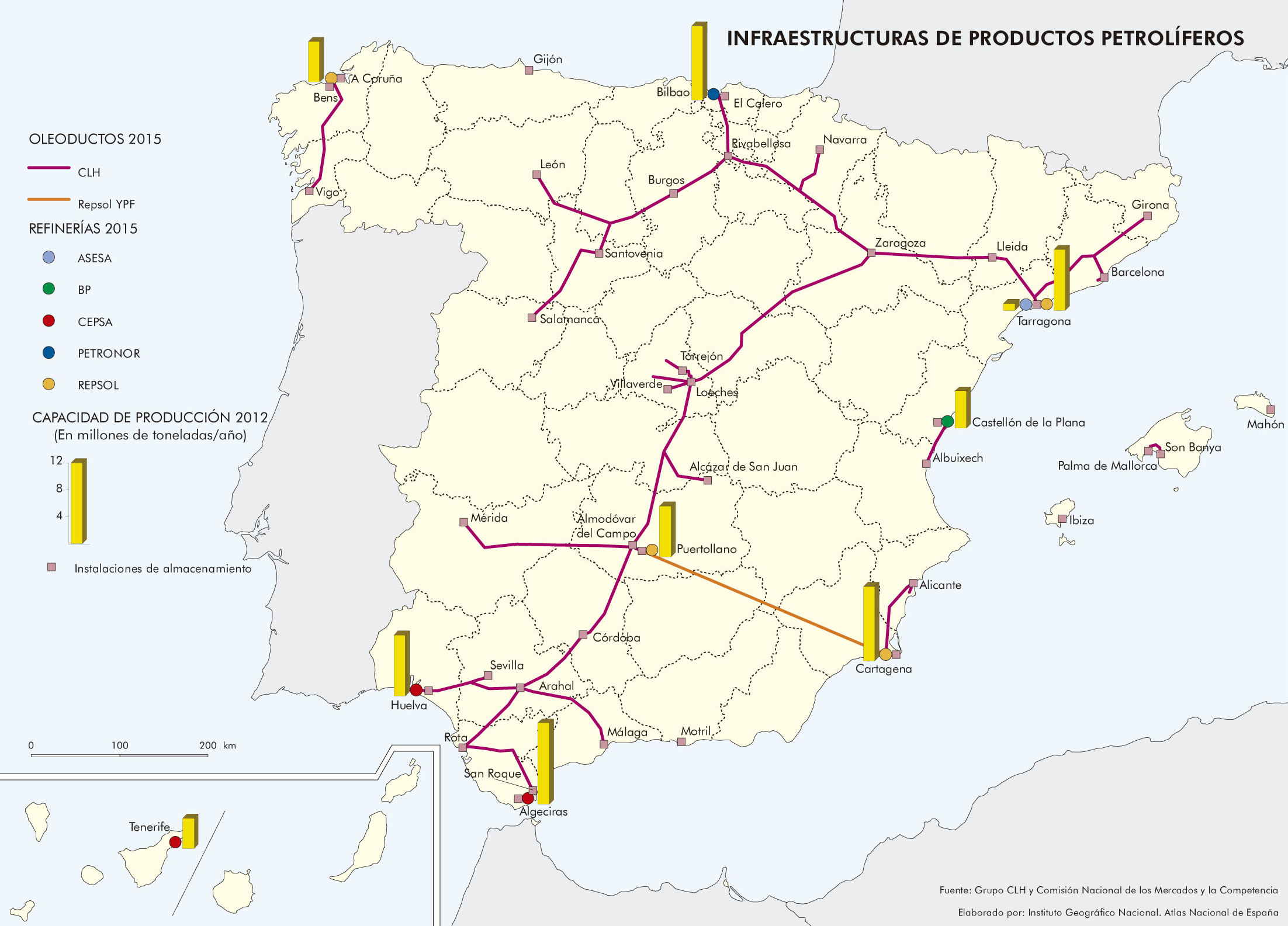
Red de oleoductos y refinerías en 2015
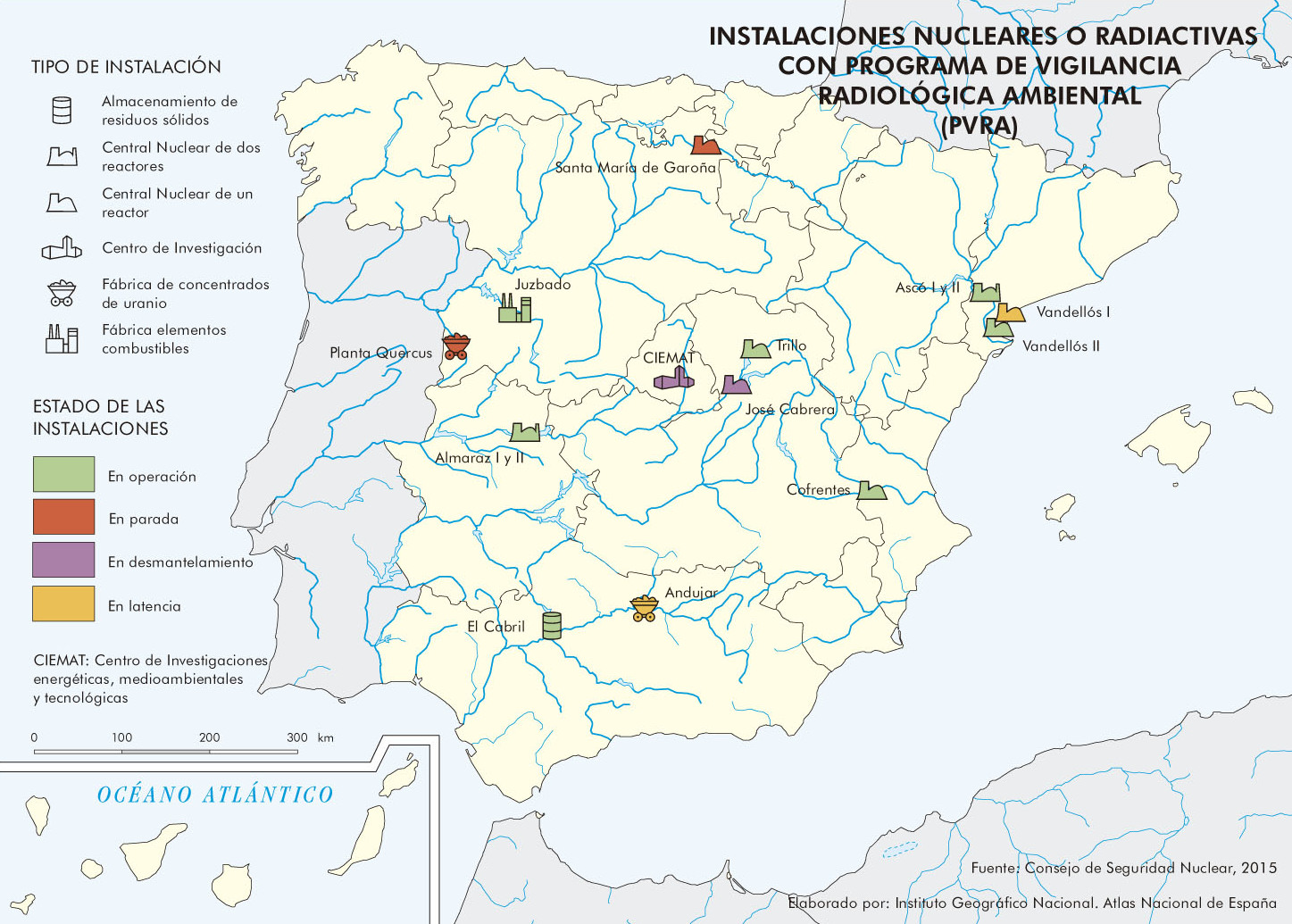
Instalaciones nucleares o radiactivas en 2015

## Consumo energético
España consumió en el año 2022 unos 118.232 ktep. La principal fuente de energía primaria ha sido el petróleo, con el 45,5 %. Los combustibles fósiles han cubierto aproximadamente el 75 %, y la nuclear el 12,9 %. Las energías renovables han cubierto el 15,6 % de la energía consumida.
| Fuente de energía                        | Consumo de energía primaria en 2005 | Consumo de energía primaria en 2010 | Consumo de energía primaria en 2015 | Consumo de energía primaria en 2016 |
| ---------------------------------------- | ----------------------------------- | ----------------------------------- | ----------------------------------- | ----------------------------------- |
| Petróleo                                 | 71 785 ktep                         | 63 684 ktep                         | 52 434 ktep                         | 54 633 ktep                         |
| Gas natural                              | 29 120 ktep                         | 31 003 ktep                         | 24 590 ktep                         | 25 035 ktep                         |
| Nuclear                                  | 14 995 ktep                         | 16 155 ktep                         | 14 927 ktep                         | 15 260 ktep                         |
| Carbón                                   | 21 183 ktep                         | 8463 ktep                           | 14 426 ktep                         | 10 442 ktep                         |
| Residuos no renovables                   |                                     |                                     | 260 ktep                            | 243 ktep                            |
| Energías renovables                      | 7170 ktep                           | 14 678 ktep                         | 17 244 ktep                         | 17 212 ktep                         |
| Biomasa, biocarb. y resid. renovables    | -                                   | 6488 ktep                           | 7371 ktep                           | 6688 ktep                           |
| Eólica, solar y geotérmica               | -                                   | 4800 ktep                           | 7476 ktep                           | 7394 ktep                           |
| Hidráulica                               | 1679 ktep                           | 3390 ktep                           | 2397 ktep                           | 3130 ktep                           |
| Saldo eléctrico                          | -                                   | -717 ktep                           | –13 ktep                            | –659 ktep                           |
| Total                                    | 141 932 ktep                        | 132 123 ktep                        | 123 868 ktep                        | 123 484 ktep                        |
| Fuente: INE (España en cifras 2005-2016) |                                     |                                     |                                     |                                     |

La demanda energética en España desde el año 2002 ha ido creciendo en torno al 3,5 % anual, en 2003 del 7 %. En 2009 bajó debido a la crisis económica.
| Gráfica de evolución de la demanda/consumo de energía primaria entre 2008 y 2017 |
|                                                                                  |
| Datos en Ktep                                                                    |

| Gráfica de evolución de la intensidad de energía primaria entre 1980 y 2009 |
|                                                                             |
| Datos en Tep/millón de € constantes de 2000                                 |

## Energías renovables

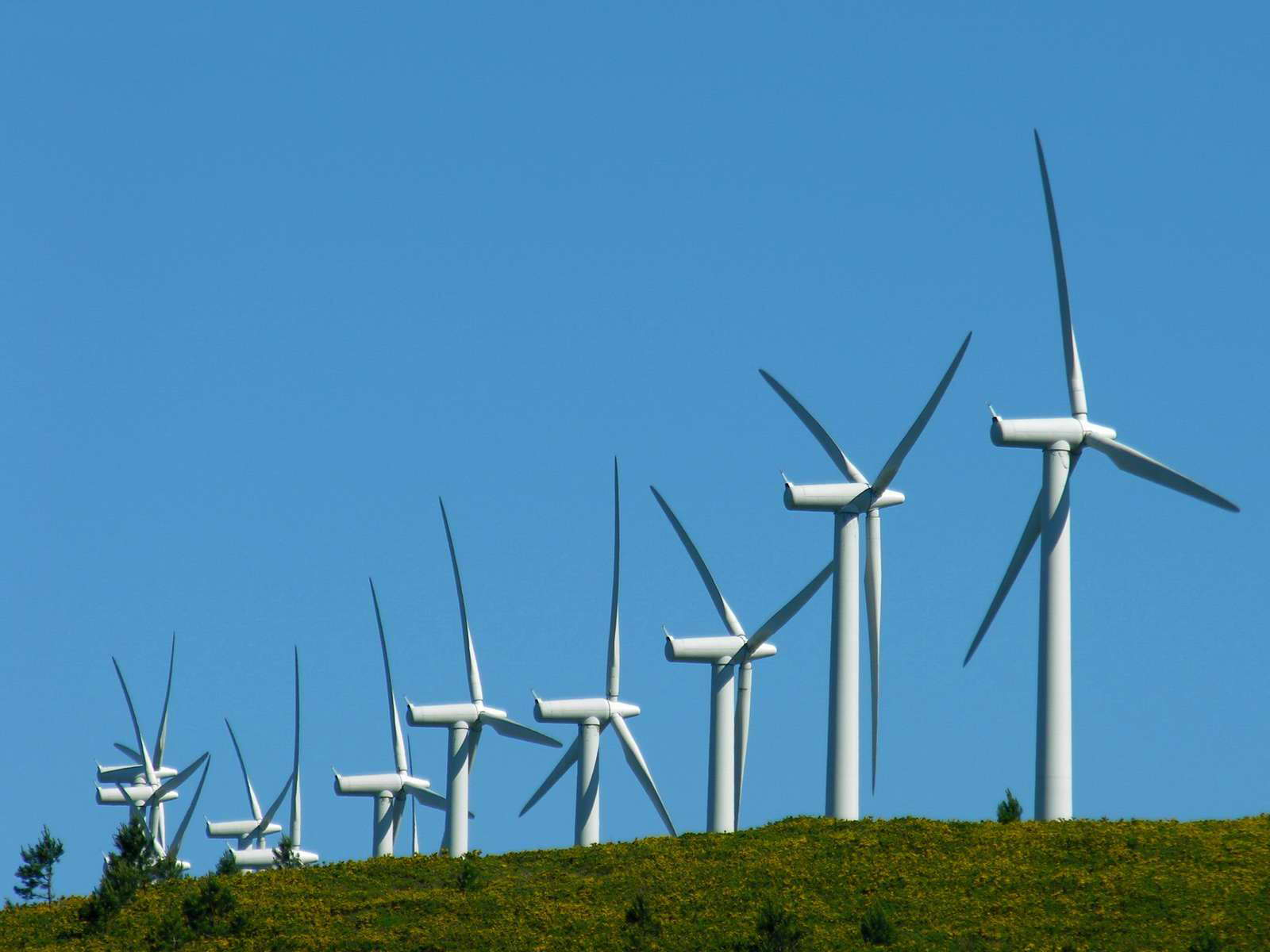
Energía eólica, Pindo, Galicia

La energías renovables en España tradicionalmente han tenido un peso pequeño en relación con la demanda de energía primaria. Sin embargo, desde el finales del siglo XX diferentes gobiernos han impulsado la tecnología eólica y la solar.
| Gráfica de evolución de la cobertura de energía primaria de las energías renovables entre 1998 y 2012 |
| |
| Porcentaje de cobertura de energía primaria de fuentes renovables en España (1998–2012)               |

Los sistemas de almacenamiento de energía en baterías (BESS, por sus siglas en inglés) se están consolidando como una pieza clave en la transición energética de España, al abordar tanto la volatilidad del mercado como la necesidad de estabilidad en la red. El apagón del 28 de abril, que desconectó la red ibérica de Europa en solo cinco segundos y provocó pérdidas estimadas de hasta 4.500 millones de euros, ha puesto de manifiesto la importancia de contar con una red eléctrica resiliente. Empresas como Iberdrola y Solaria están impulsando proyectos híbridos de energía solar y baterías para contrarrestar los efectos de la sobreproducción fotovoltaica y la caída de precios, destacando los ocho nuevos proyectos de almacenamiento que Solaria tramita en Castilla y León y Castilla-La Mancha.

## Política energética
La política energética de los países desarrollados trata de aunar los objetivos de seguridad de abastecimiento, contribución de la energía a la mejora de la competitividad económica, con la integración de los objetivos medioambientales, fundamentalmente las relativas a las emisiones de gases de efecto invernadero.
En 1983, el gobierno socialista de Felipe González promulgó una moratoria nuclear (aún vigente) y se inició la discusión (véase también abandono de la energía nuclear y Energía nuclear en España) sobre qué debía hacerse con la energía nuclear. De nuevo en 2005, con un gobierno socialista y ante la subida de los precios de los combustibles fósiles importados,[cita requerida] se reabrió el debate sobre la necesidad de la energía nuclear, que sigue siendo rechazada por el PSOE (entre otros grupos políticos) y los ecologistas, ya que indican que siguen existiendo razones de peso que aconsejan prescindir de la energía nuclear: los problemas de seguridad, la futura escasez del uranio y la difícil gestión de los residuos radiactivos anularían las ventajas que tendrían las centrales nucleares, aconsejando el cierre de las existentes y la no construcción de nuevas plantas.[cita requerida]
A partir de mediados de los años 90, sin embargo la política energética se orientó a impulsar las energías renovables, con un sistema de primas a éstas que ha provocado el despegue de éstas tecnologías, de las cuales la eólica constituye el ejemplo de mayor éxito, satisfaciendo durante el año 2009 el 13,8 % de la demanda eléctrica.
Entre los años 2004 y 2007, gobiernos de diversas comunidades autónomas aprobaron leyes como la llamada Ley de Fomento de las Energías Renovables de Andalucía, las cuales obligan a la instalación de paneles solares en edificios de viviendas de nueva construcción o que tengan que sufrir una reforma íntegra, para su utilización en calefacción y agua caliente, con el fin de reducir la dependencia del gas natural, gasóleo y gas butano. Esta medida ya fue adoptada anteriormente por ayuntamientos de varias ciudades como Madrid y Barcelona.
En 2004 se publica el RD 436/2004 que fija las tarifas y primas para las renovables. A la energía solar fotovoltaica le corresponde una tarifa regulada del 575 % (durante 25 años) respecto a la tarifa eléctrica media para el mismo año. A la solar térmica le toca una tarifa del 300 %. Otros como la eólica o la biomasa sólo obtienen el 90 %, durante 20 años.
En 2007 se publica el RD 661/2007 que sustituye al anterior y aumenta las primas a la energía solar. La tarifa regulada viene ahora expresada en cifras, y en el caso de la fotovoltaica es de 44 céntimos de €/kWh. En comparación, la tarifa eléctrica media para 2006 fue de 5 céntimos de €/kWh. Se trata de una tarifa regulada del 880 % para la solar fotovoltaica con una validez de 25 años.
Fue polémico también que en este mismo decreto de 2007 se establece un objetivo 371 MW de potencia instalada para la fotovoltaica. A finales de 2008 la cifra de potencia instalada era de 3256 MW, casi 10 veces más del objetivo inicial y en todo caso se tuvieron que aceptar estas instalaciones dentro del programa de prima a las renovables.
El resultado fue de más de 30 000 millones € en déficit de tarifa, que debido a diversos factores, no hace más que crecer.
(El déficit eléctrico no es consecuencia exclusiva de las primas a las renovables. Surge tras la congelación del precio del kWh realizado por Rodrigo Rato durante la primera legislatura del gobierno de Aznar que por motivos políticos decidió que el coste del kWh para el consumidor no podría superar el 2 % de la subida del IPC, se cargó dicha diferencia a las eléctricas y, finalmente, dicha deuda se trasladó a entidades financieras ajenas al sistema eléctrico. Fue engrosada por el mecanismo de primas a las renovables diseñado por el gobierno de Zapatero e incrementada de forma constante por la inacción de todos los gobiernos desde que se definieron las condiciones para que surgiera dicho déficit).[cita requerida]
En 2012 se publicó el RD 1/2012 que sustituye el anterior 611/2007. Este nuevo Real Decreto paraliza la asignación de nuevas instalaciones de Régimen Especial, sin carácter retroactivo, por lo que ya no se da más dinero para el fomento de las renovables.
Recientemente, año 2011, se han detectado pozos petrolíferos de tamaño medio en el sur de Álava. Pozos que se ha decidido explotar para extracción de gas natural, aunque las prospecciones aún se llevan a cabo y se está negociando con la empresa estadounidense Heyco para poner en marcha el proyecto.

## Oficina de Cambios de Suministrador
La Ley del Sector Eléctrico creó la Oficina de Cambios de Suministrador, una sociedad mercantil independiente con objeto social exclusivo, que realiza sus funciones simultáneamente en los sectores del gas natural y de la electricidad (no existe aún para el butano), y responsable de la supervisión de los cambios de suministrador, a la que el Gobierno puede encomendar funciones de gestión directa de los cambios de suministrador. La citada Oficina, para el ejercicio de sus funciones tiene acceso a las bases de datos de puntos de suministro de las empresas.
Correspondía originalmente a la Comisión Nacional de Energía y actualmente a la Comisión Nacional de Mercados y Competencia la supervisión del cumplimiento de la normativa y procedimientos relacionados con los cambios de suministrador, así como la actividad de la Oficina de Cambios de Suministrador.
Las funciones y parte del personal de la Oficina de Cambios de Suministrador han sido traspasadas a la CNMC desde el 1 de julio de 2014.